# Häderlisbrücke
La Häderlisbrücke (pont Häderlis) est un pont en arc historique en pierre qui enjambe la Reuss en amont de Göschenen, dans le canton d’Uri. Ce pont du XVIIe siècle a été détruit par une crue en 1987 et reconstruit en 1991 au plus proche de l'original. 

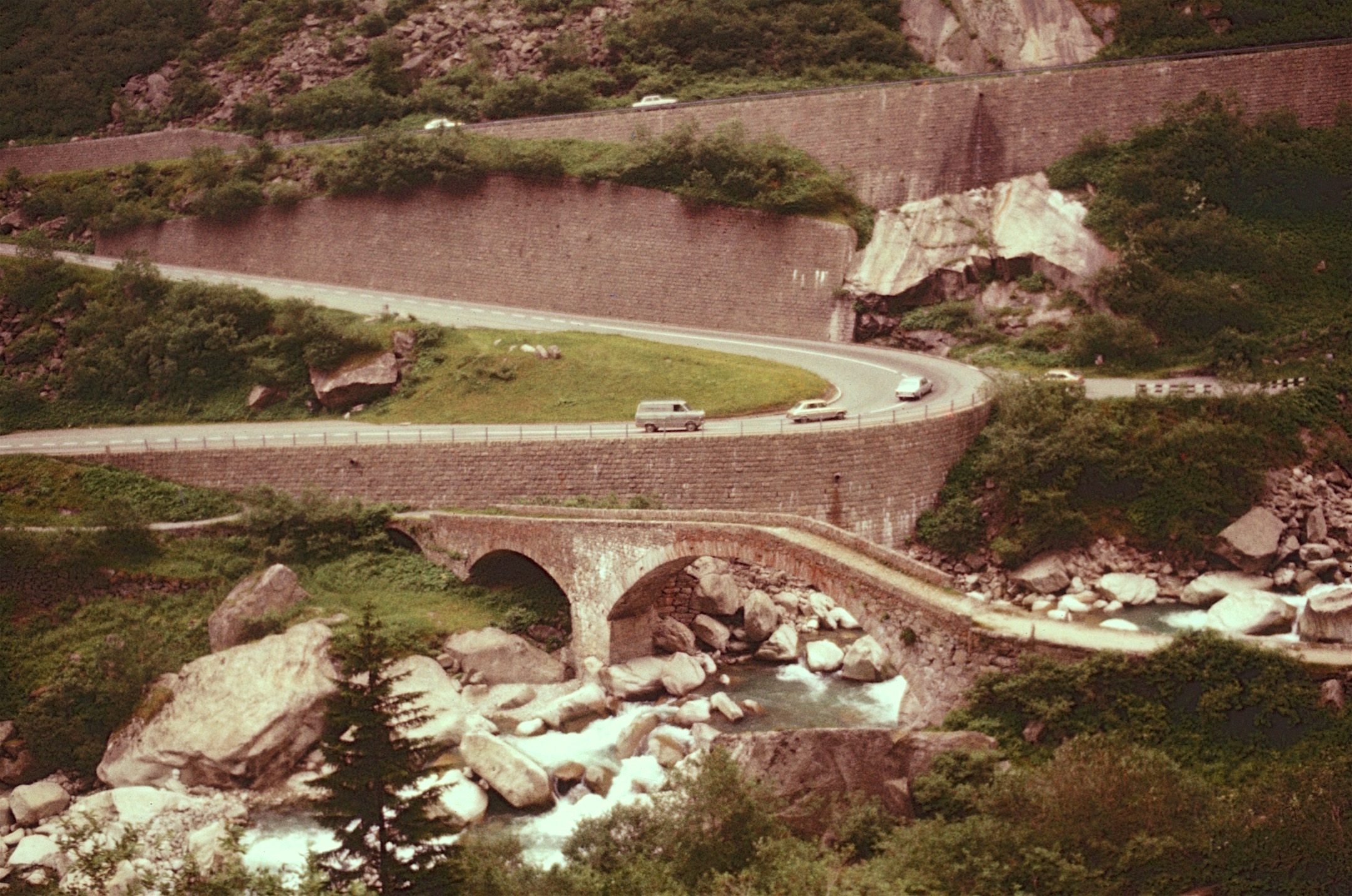
La Häderlisbrücke en 1979

La Häderlisbrücke avait été construit en pierre en 1649 à la place d'une passerelle de bois. Dans la nuit du 24 au 25 août 1987, une crue détruisit le pont historique. En 1991, le canton d’Uri, avec l'aide de l'État fédéral et de la Société suisse des entrepreneurs, a reconstruit un pont en arc de pierre identique à cet endroit. 
Ce pont étant considéré comme un témoignage important de l’architecture et la culture des vallées uranaises, populaire et de bonne conception, on a décidé d'en faire une restauration fidèle. La géométrie de l'ancien pont a été reconstituée sur la base des vestiges subsistants et d'archives. Cela a été facilité par l'abondance du fonds de gravures et de photos. De plus, on a pu le comparer à d'autres structures similaires existantes, telles que le Zollbrücke de Göschenen. 
Pour obtenir une restauration aussi fidèle que possible, les pierres ont été extraites d’une carrière située à 300 mètres de là. Elles n’ont été travaillées qu’à la main, sans faire appel à des machines, comme des fraiseuses. Le pont d'origine était constitué de blocs de granit, extraits à Göschenen. 
Sur place, une plaque explicative retrace l'histoire et la reconstruction du pont. 
Les coûts de construction se sont élevés à 1,2 million de francs suisses (hors frais de gestion et de maîtrise d'œuvre). 
Ce pont est classé monument historique. 

## Liens
- Häderlisbrücke depuis structurae.de
- Die Schöllenenschlucht depuis lernen-unterwegs.ch